# Jakub Kroulík
Jakub Kroulík je profesionální hypnotizér, mentalista a racionální thaumaturg. Je vítězem kategorie manipulace na Mistrovství ČR v moderní magii a držitelem ocenění za zásluhy o povznesení moderního magického umění.
Je spoluautorem projektu Paranormální výzva Českého klubu skeptiků Sisyfos, na němž spolu se spolkem Sisyfos od roku 2013 aktivně spolupracuje.

O hypnóze, čtení mysli, technikách lži či podvodných her přednáší studentům vysokých škol, veřejnosti i policejním složkám.

## Osobní život
Jakub Kroulík pochází ze Rtyně v Podkrkonoší. 

Vystudoval České vysoké učení technické v Praze. Roku 2020 promoval na Husitské teologické fakultě Univerzity Karlovy, obor teologie, religionistika a obhájil zde svou diplomovou práci nazvanou „Vývoj chápání sugesce v průběhu dějin“ (The Development of the Understanding of Suggestion throughout History).

Ve své práci jako první český autor upozornil na to, že vnímání hypnózy jako změněného stavu vědomí je dle současných vědeckých poznatků neplatné paradigma, přestože se i nadále hypnóza takto v českém akademickém prostoru popisuje. Zároveň připomněl, že hypnóza, sugesce, náboženství a lidová pověrčivost mají hluboký vztah, který bývá v současném akademickém diskurzu, jak religionistickém, tak psychologickém, často opomíjen či upozaďován.

Praktické zkušenosti s magickým uměním a s hypnózou získal pod odborným vedením Josefa Holuba, mistra České republiky v mikromagii.

Je milovníkem magického umění z viktoriánské éry a ze začátku dvacátého století.

## Profesní činnost
Od roku 2007 vede přednášky pro policii a bezpečnostní agentury na následující témata: Anatomie lži, Jak číst lidskou mysl, Techniky podvodných her, Příležitost dělá zloděje.
Od roku 2013 zajišťuje pro Český klub skeptiků Sisyfos odborný dohled na férovost experimentů, prověřujících tvrzení o nadpřirozených schopnostech, tzv. Paranormální výzvu, projekt který navazuje na evropskou „The Sisyphus Prize“ a americkou „One Million Dollar Paranormal Challenge“ Jamese Randiho.

V rámci projektu Paranormální výzva se roce 2014 – 2015 účastnil speciální akce TREZOR Paranormální výzvy. Byl zde spolu s novinářem Leošem Kyšou a mecenášem Václavem Dejčmarem přímo osobou, která do trezoru vystaveném v pražském nákupním centru vložila vlastní „tajemný“ předmět, který měli následně psychotronici, či jasnovidci uhodnout. Pouze předmět Jakuba Kroulíka nikdo ani jednou netipoval.
Roku 2016 se účastnil jako odborný konzultant spolku Žádná věda pro projekt Experiment náhoda, který měl za cíl prověřit, zda je možné ovlivnit hrací kostku pouhým přáním.
V roce 2017 demonstroval na evropském kongresu skeptiků ve Vratislavi „posedlost ďáblem“ spolu s racionálním vysvětlením a svá tvrzení ilustroval praktickými ukázkami. V témže roce uhodl jako mentalista v živém vysílání České televize obsah uzamčeného trezoru.
V roce 2018 realizoval svou hypnotickou interaktivní přednášku ve velkém kinosále pražské Lucerny, přesně 90 let od obdobné přednášky Hanussena a demonstroval zde veřejnosti vybrané hypnotické fenomény, včetně ukázky zamilování se na povel.
Roku 2019 se stal odborným konzultantem a též jedním ze tří hlavních protagonistů česko-slovenské televizní dokumentární série Investigátoři, věnované současným kontroverzním vědeckým, resp. pseudovědeckým tématům a ezoterickým fenoménům.

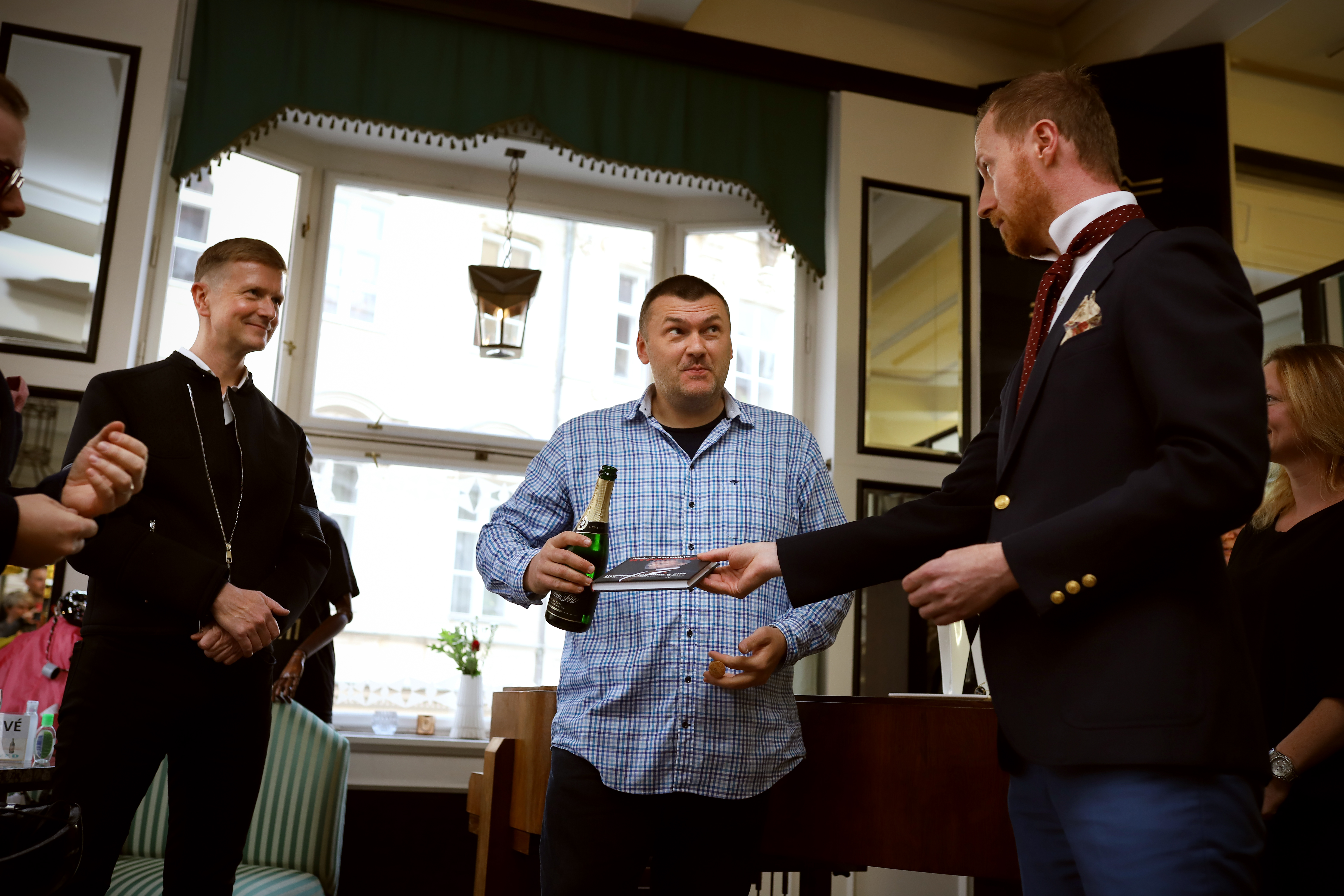
Jakub Kroulík spolu s kmotry Václavem Dejčmarem a Leošem Kyšou křtí v kavárně Grand Café Orient v Praze knihu - Hypnóza, její moc a síla.

Roku 2022 poskytl rozhovor portálu Náboženský infoservis, jenž roku 2024 přinesl zprávu o projektu Investigátoři.

### Členství
- spoluautor akce „Paranormální výzva CZ, SK“[14][7]
- člen projektu Investigátori CZ, SK[26]
- člen Výkonné rady Českého magického svazu[29]
- do roku 2016 člen Magické lóže M.S.P.[30][7] (vystoupil kvůli snížení nároků na členství)[zdroj?]
- člen spolku Falešní hráči[31]

## Dílo
- Hypnotizér - Hypnóza, její moc a síla, 2020 – rozhovor Marty Fenclové s Jakubem Kroulíkem[32] (i jako audiokniha[33])

## Ocenění
- vítěz kategorie Manipulace na Mistrovství ČR v moderní magii, 2002[2]
- ocenění za zásluhy o povznesení moderního magického umění, 2004[2]
- vítěz soutěže profesionálních kouzelníků v mikromagii „Fechtnerův memoriál“, 2012[3][2]